# Islands in the Stream
«Islands in the Stream» — песня, записанная американскими кантри-музыкантами Кенни Роджерсом и Долли Партон. Она вышла в июле 1983 года в качестве первого сингла с пятнадцатого студийного альбома Роджерса Eyes That See in the Dark, релиз которого состоялся в августе 1983 года. Автором песни стали братья Гибб из группы Bee Gees (Barry, Robin & Maurice Gibb), продюсером выступил Gibb-Galuten-Richardson. Песня получила название от романа Эрнеста Хемингуэя «Острова в океане», написанного в 1950—1951 годах и опубликованного посмертно в 1970 году. В оригинале песню писали для соул-певца Марвина Гэя в стиле R&B, но позднее её подготовили для альбома Кенни Роджерса. Это была вторая песня Долли, попавшая на первое место в американском хит-параде Billboard Hot 100.
В 2024 году Rolling Stone поместил песню на 104-е место в своем рейтинге 200 величайших кантри-песен всех времён.

## Коммерческий успех
В США песня «Islands in the Stream» возглавила кантри-чарт Hot Country Singles журнала Billboard. В 1983 году она достигла вершины в основном американском сингловом чарте Billboard Hot 100. Трек стал вторым чарттоппером в Hot 100 и для Роджерса (после его первого хита «Lady», 1980), и для Партон (после её хита «9 to 5», 1980). Также был первым в чарте Adult Contemporary.
Сингл получил платиновую сертификацию от Recording Industry Association of America за тираж более двух миллионов физических копий в США. В 2005 году песня возглавила опрос телеканал CMT как лучший кантри-дуэт всех времён; Партон и Роджерс снова объединились по этому случаю и спели эту песню на спецвыпуске CMT.
К январю 2019 года песня имела дополнительно ещё 834,000 цифровых загрузок в США.
В Австралии песня пробыла неделю на первом месте хит-парада в декабре 1983 года и стала одним из основных бестселлеров 1984 года в этой стране.
В Великобритании песня достигла 7-го места в 1983 году. К июлю 2014 года там было продано ещё 245,577 цифровых копий. К 2017 году трек собрал 287,200 загрузок и 4,83 млн стриминговых потоков в Великобритании.
В Великобритании в 2009 году песня попала на первое место британского официального чарта в виде юмористической кавер-версии в исполнении уэльсского дуэта Vanessa Jenkins и Bryn West при участии Тома Джонса и Робина Гибба, записанной для телесериала Gavin & Stacey организации «Comic Relief».

## Чарты
| Чарт (1983—1984)                        | Высшая позиция |
| --------------------------------------- | -------------- |
| Австралия (Kent Music Report)           | 1              |
| Австрия (Ö3 Austria Top 40)             | 1              |
| Бельгия (VRT Top 30 Flanders)           | 4              |
| Канада (The Record)                     | 1              |
| Канада, Adult Contemporary Tracks (RPM) | 1              |
| Канада, Country Tracks (RPM)            | 1              |
| Канада, Top Singles (RPM)               | 1              |
| ФРГ (GfK)                               | 25             |
| Ирландия (IRMA)                         | 2              |
| Италия (Musica e dischi)                | 49             |
| Нидерланды (Dutch Top 40)               | 4              |
| Новая Зеландия (Recorded Music NZ)      | 2              |
| Норвегия (VG-lista)                     | 2              |
| Южная Африка (Springbok Radio)          | 4              |
| Испания (AFYVE)                         | 28             |
| Швеция (Sverigetopplistan)              | 3              |
| Великобритания (OCC UK Singles)         | 7              |
| США (Billboard Hot Country Songs)       | 1              |
| США (Billboard Hot 100)                 | 1              |
| США (Billboard Adult Contemporary)      | 1              |
| США, Cash Box Top 100                   | 1              |

| Чарт (1983)         | Позиция |
| ------------------- | ------- |
| Австралия           | 40      |
| Канада, Top Singles | 15      |
| Новая Зеландия      | 40      |
| США, Cash Box       | 11      |

| Чарт (1984)            | Позиция |
| ---------------------- | ------- |
| Южная Африка           | 4       |
| США, Billboard Hot 100 | 56      |

| Чарт (1958—2018)       | Позиция |
| ---------------------- | ------- |
| США, Billboard Hot 100 | 238     |

| Регион | Сертификация  | Продажи    |
| --- | ------------- | ---------- |
| Канада (Music Canada) | Платиновый    | 100 000^   |
| Великобритания (BPI) | 2× Платиновый | 1 200 000  |
| США (RIAA) | Платиновый    | 2 000 000^ |
| ^ Данные о тиражах приведены только на основе сертификации. · Данные о продажах + прослушиваниях приведены только на основе сертификации. |               |            |

### Еженедельные чарты (кавер Comic Relief)
| Чарт (2009)                     | Высшая позиция |
| ------------------------------- | -------------- |
| Шотландия (OCC Scotland)        | 1              |
| Великобритания (OCC UK Singles) | 1              |